# Zosteropoda
Zosteropoda is een geslacht van vlinders van de familie uilen (Noctuidae), uit de onderfamilie Hadeninae.

## Soorten
- Z. clementi Meadows, 1942
- Z. elevata Draudt, 1924
- Z. hirtipes Grote, 1874